# Ulič
Ulič (ungarisch Utcás – bis 1907 Ulics, russinisch Уліч/Ulitsch) ist eine Gemeinde im Okres Snina (Prešovský kraj) im äußersten Osten der Slowakei mit 808 Einwohnern (Stand 31. Dezember 2024) in der traditionellen Landschaft Zemplín.

## Geographie
Die Gemeinde befindet sich in einem Tal im Gebirge Bukovské vrchy beim Zusammenfluss des Baches Zbojský potok mit dem Flüsschen Ulička. Die Staatsgrenze zu Ukraine verläuft zwei Kilometer östlich, das Tal der Ulička fällt Richtung Ukraine und der Fluss mündet in die Usch hinter der Grenze. Das mehr als 25 km² große Gemeindegebiet ist recht gebirgig, vom Flysch und Quartärsedimenten bedeckt und überwiegend bewaldet (Buchen, Eichen und Fichten). Das Ortszentrum liegt auf einer Höhe von 245 m n.m. und ist 32 Kilometer von Snina entfernt.

## Geschichte
Ulič wurde zum ersten Mal 1451 als Hvlydch schriftlich erwähnt und wurde gegen 1400 nach walachischem Recht gegründet. Das Dorf gehörte zum Herrschaftsgut von Humenné, seit dem 18. Jahrhundert zum Geschlecht Szirmay. 1557 gab es einen Meier und acht Porta. 1784 zählte man 67 Häuser und 479 Einwohner und 1828 61 Häuser und 467 Einwohner, die in Forstwirtschaft, Weberei und Holzgeräteherstellung beschäftigt waren, pendelten aber auch zur Arbeit andernorts. 1908 wurde eine schmalspurige Waldbahn (Spur 760 mm) vom heute ukrainischen Sabrid (Rajon Welykyj Beresnyj) nach Nová Sedlica fertiggestellt, die bis 1945 Bestand hatte.
Bis 1918 gehörte der im Komitat Semplin liegende Ort zum Königreich Ungarn und kam danach zur Tschechoslowakei beziehungsweise heute Slowakei. Infolge des Slowakisch-Ungarischen Krieges gehörte das Dorf 1939–1944 noch einmal zu Ungarn.
Nach dem Zweiten Weltkrieg zogen einige Familien in das Umland von Kráľovský Chlmec um. 1967 entstand in Ulič ein Holzverarbeitungswerk namens Tvarona, das bis heute besteht.

## Bevölkerung
| Jahr                | 1994 | 2004    | 2014     | 2024     |
| ------------------- | ---- | ------- | -------- | -------- |
| Anzahl der Personen | 1128 | 1038    | 907      | 808      |
| Unterschied         |      | −7,97 % | −12,62 % | −10,91 % |

| Jahr                | 2023 | 2024    |
| ------------------- | ---- | ------- |
| Anzahl der Personen | 810  | 808     |
| Unterschied         |      | −0,24 % |

Nach der Volkszählung 2011 wohnten in Ulič 932 Einwohner, davon 476 Slowaken, 294 Russinen, 85 Roma, 21 Ukrainer, drei Deutsche, zwei Tschechen und ein Magyare. 50 Einwohner machten keine Angabe. 444 Einwohner bekannten sich zur orthodoxen Kirche, 286 Einwohner zur griechisch-katholischen Kirche, 66 Einwohner zu den Zeugen Jehovas, 30 Einwohner zur römisch-katholischen Kirche vier Einwohner zur evangelischen Kirche A. B. und je ein Einwohner zur Brüderkirche und zur jüdischen Gemeinde. 47 Einwohner waren konfessionslos und bei 53 Einwohnern ist die Konfession nicht ermittelt.
Ergebnisse nach der Volkszählung 2001 (1078 Einwohner):
| Nach Ethnie: - 70,96 % Slowaken - 21,06 % Russinen - 4,55 % Roma - 2,50 % Ukrainer - 0,28 % Tschechen - 0,09 % Polen | Nach Konfession: - 47,03 % orthodox - 34,42 % griechisch-katholisch - 5,10 % konfessionslos - 4,08 % römisch-katholisch - 0,46 % keine Angabe |

## Sehenswürdigkeiten
- griechisch-katholische Nikolauskirche im neobarocken Stil aus dem Jahr 1867
- orthodoxe Kirche aus dem Jahr 1995
- Wanderungen in den Bukovské vrchy, unter anderem liegen UNESCO-Welterbestätten Havešová und Rožok (Buchenurwälder und Alte Buchenwälder der Karpaten und anderer Regionen Europas) knapp hinter der Gemeindegrenze

## Infrastruktur
In Ulič ist die grundlegende Infrastruktur bis auf Gasleitungen gut ausgebaut, mit vorhandenen Wasser- und Abwasserleitungen sowie einer Kläranlage und einem Anschluss an das Kabelnetz. Es gibt ein Postamt und die Gemeinde betreibt einen Kindergarten sowie eine Grundschule. Von der restlichen Slowakei sind das Dorf und das gesamte Tal nur über die Landesstraße 558 von Stakčín aus erreichbar. Die Verbindung nach Ubľa (Landesstraße 566) ist unvollendet und es gibt keine Fortsetzung in die Ukraine. Es gibt eine Busverbindung mehrmals täglich von und nach Snina. Der nächste slowakische Bahnhof befindet sich in Stakčín in etwa 28 Kilometer Entfernung.